# Arbeidsvoorwaardenregeling
In een arbeidsvoorwaardenregeling staan de afspraken tussen werkgevers en werknemers met betrekking tot onder andere beloning, pensioen en vakantie.
Er is veel overeenkomst met een collectieve arbeidsovereenkomst (cao). Er zijn echter enige verschillen:
- AVR:
  - De werkgever moet elke werknemer afzonderlijk vragen de regeling te ondertekenen.
  - Vakbonden hebben bij de AVR niets in te brengen, de instemming van de ondernemingsraad is voldoende.

- Cao:
  - Een cao geldt automatisch voor alle medewerkers van het bedrijf (of werkzaam in die bedrijfstak).
  - Een cao kan alleen tot stand komen als werkgevers en vakbonden het eens zijn.

Als het bedrijf of de bedrijfstak al een cao heeft dan moet de werkgever minstens hetzelfde arbeidsvoorwaardenpakket óf zelfs beter aanbieden aan zijn werknemers. Een werkgever niet vrij de voorwaarden zonder meer te verslechteren. Hij moet daarvoor een zwaarwegend belang hebben.